# 山本卓身
山本 卓身（やまもと たくみ、1973年-）はシトロエンに所属していたカーデザイナーである。

## 経歴
東京造形大学卒業後に就職したが会社を辞めてコヴェントリー大学に進学しそこでの成績が評価され卒業と同時にシトロエンに入社。

2012年よりグランツーリスモシリーズの企画・開発・制作を行うポリフォニーデジタルに移籍、 ヨーロッパスタジオデザインディレクターに就任、企画、デザインに関わる。

2017年に自身のスタジオとなるTakumi YAMAMOTOを設立。

## 主な作品
- シトロエン・GT by シトロエン - 日本のゲームソフト、グランツーリスモとシトロエンのコラボレーションで実現したコンセプトカーであり2008年のパリサロンで発表された。市販の予定はない[1][2]とされてきたが、極めて高額ながら限定生産する計画が持ち上がっている。
- Skydrive - UM-01,SD-03[3]
- まほろば - 岩谷産業と関西電力、東京海洋大学、名村造船所が4者共同で開発した水素燃料電池船[4]。

## その他
2007年12月16日に関西テレビで放送された『堺正章のパリ～モナコ最旬紀行 フランスで輝く日本人たち』で取り上げられた。